# Jerzy Proćpak
Jerzy Fiedor Proćpak z Kamesznicy (znany też pod imionami Jurko, Jura i Juraj, data ur. nieznana, stracony 26 stycznia 1796) – zbójnik beskidzki. „Proćpak” to prawdopodobnie przezwisko, pochodzące od czeskiego pročpak („dlaczego?”). Według przekazów, Proćpak trafił do wiśnickiego więzienia przez przypadek, zastrzeliwszy pasącą się jałówkę, którą wziął za sarnę. Wpadł przy sprzedaży jej skóry, nabywca doniósł bowiem władzom że podejrzewa jej nielegalne pochodzenie. 

Proćpak jest bohaterem anonimowego utworu „Pieśń o Standrechcie y Procpakowey Bandzie w roku 1795” odnalezionego w notatkach Lucjana Malinowskiego, który Juliusz Zborowski uznał za autentyk opisujący wydarzenia współczesne autorowi. Według „Pieśni...”, 

W roku tysiąc siedmset dziewięćdziesiąt drugim
Jakiś Jerzy Proćpak, chłop z Kameśnic u drógi,

Za małe kradzieże posłany był na Wiśnicz
I siedział tam w areszcie, aż mu zaczęło tęsknić.

Według tego samego źródła, Proćpak z Wiśnicza zbiegł, a następnie zorganizował na Żywiecczyźnie kompanię zbójników, grasujących potem przez trzy lata na pograniczu Śląska, Moraw i Słowacji. Banda ta napadała na dwory, karczmy i plebanie oraz ograbiała kupców przejeżdżających przez ziemię żywiecką.
Kolejny przekaz pochodzi od XIX-wiecznego właściciela Rycerki, hrabiego Ludwika de Laveaux. Według jego relacji, Proćpak pochodził z Węgier, a Kamesznica była jedynie schronieniem zbójników. Proćpak miał rzekomo zakochać się w szlachciance i wtargnąć na dworską zabawę, by tam tańczyć z nią i ubiegać się o jej względy. Jego niewierność nie spodobała się innej jego kochance, która rzekomo wydała go władzom. Najprawdopodobniej jednak został zdradzony przez własnych kompanów. Zniesiono już wówczas w Austrii karę śmierci jako środek orzekany w zwykłym trybie, jednakże tzw. Standrechty – sądy doraźne – nadal mogły ją orzekać. W przypadku Proćpaka, skazano go na śmierć przez powieszenie wraz z 28 kompanami. Innych 41 skazano na więzienie i wysłano do Wiśnicza, a wobec 77 poprzestano na karze chłosty.
Postaci Jerzego Proćpaka poświęcony jest dramat „Godzinki zbójnickie” Zbigniewa Okuljara.